# جبهة العمال الألمانية

علم جبهة العمال الألمانية (DAF)

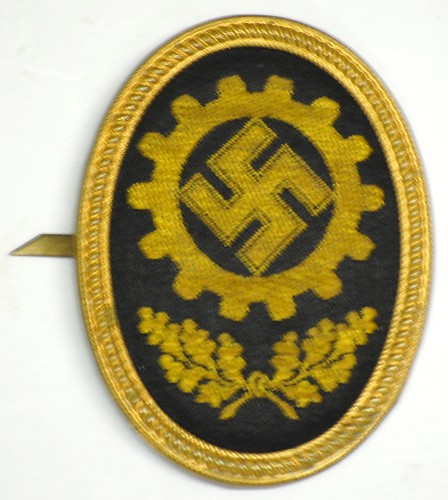
شارة قبعة جبهة العمال الألمانية (Mützenabzeichen).

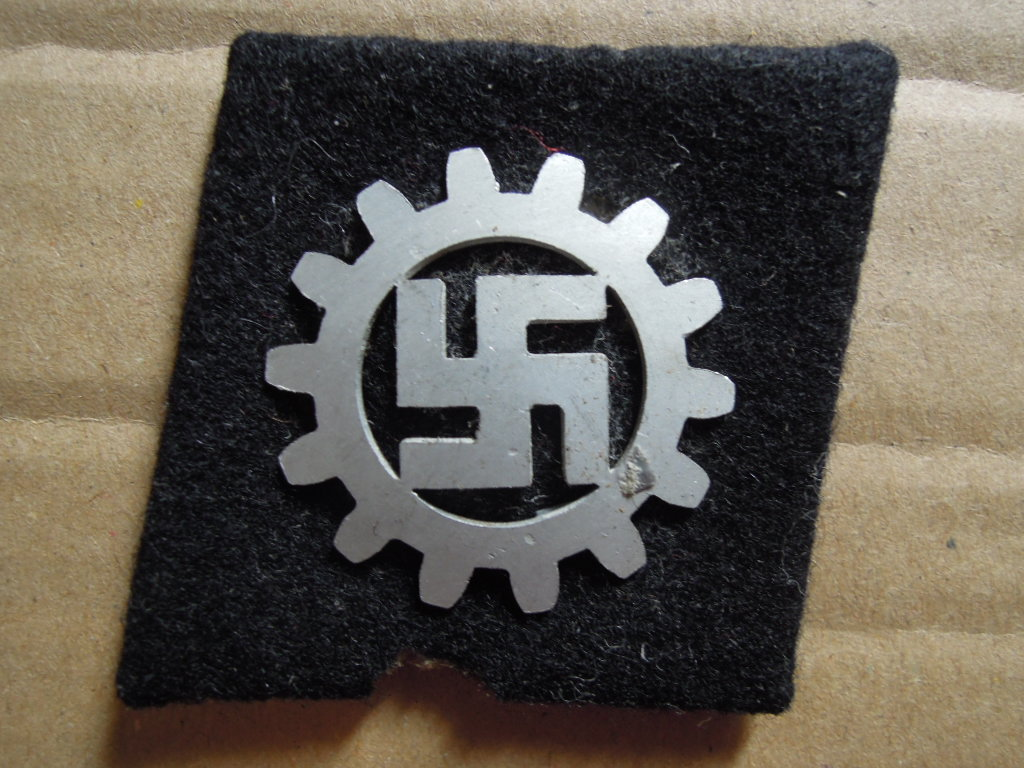
شارة جبهة العمال الألمانية معينة الشكل (Raute).

جبهة العمال الألمانية (DAF) هي منظمة اشتراكية وطنية نقابية عمالية حلت محل العديد من نقابات العمال في جمهورية فايمار بعد وصول أدولف هتلر إلى السلطة.
وكان قائد هذه الجبهة هو روبرت لي الذي حدد هدفها وهو «إنشاء مجتمع منتج واجتماعي بحق» (سميلستر، 1988). ومن الناحية النظرية، تشكلت جبهة العمال الألمانية للعمل كوسط يمكن من خلاله للعمال والملاّك تمثيل مصالحهم تمثيلاً متبادلًا. وكان أمناء الجبهة هم من يحددون الأجور. فكان الموظفون يُمنحَون أجورًا عالية نسبيًا، وتأمينًا للعمل. وصار من الأصعب فصلهم من العمل. كما بدأت الجبهة برامجًا للتأمين الاجتماعي. وبدأت أيضًا برامج ترفيهية، وصارت هناك مقاصف للأطعمة، وفترات راحة، وحُدِدت ساعات عمل منتظمة. ومن ثم، صار العمال الألمان راضيين عما منحتهم إياه الجبهة ردًا منها على ولائهم المطلق.
من ناحية أخرى، تم إنهاء عقود العمل، التي كانت تتم في عهد جمهورية فايمار، وجُدِدت في إطار الظروف الجديدة لجبهة العمال الألمانية. فصار من الممكن لأصحاب الأعمال طلب المزيد من الموظفين لديهم، في حين مُنِح الموظفون في الوقت نفسه مزيدًا من الأمان في العمل، كما تزايد معدل إدراجهم في برامج التأمين الاجتماعي. وجبهة العمال الألمانية، في الأصل، تناهض الرأسمالية والليبرالية، لكنها تعارض في الوقت نفسه الثورات ضد أصحاب المصانع، والدولة الاشتراكية الوطنية. ومع ذلك، فقد كانت الجبهة تعلن صراحةً عن تفضيلها تأميم الحكومة الألمانية للشركات الكبيرة، بدلاً من الشركات الخاصة.
ومن الناحية النظرية، كانت العضوية في جبهة العمال الألمانية تطوعية. لكن، على أرض الواقع، كان من الصعب على أي عامل في أية مجال من مجالات التجارة أو الصناعة أن يجد عملاً دون أن يكون عضوًا في هذه الجبهة. وتراوح رسم العضوية بين 15 فينيغ و3 رايخ، حسب الفئة التي ينتمي إليها العضو من بين مجموعات العضوية العديدة البالغ عددها 20 مجموعة. وكانت الجبهة تحصل دخلاً كبيرًا بفضل هذه الرسوم. وفي عام 1934، بلغ إجمالي دخلها 300000000 رايخ ألماني.
هناك مكونان أساسيان لجبهة العمال الألمانية، ألا وهما:
- (Nationalsozialistische Betriebszellenorganisation (NSBO؛ منظمة المصانع الاشتراكية الوطنية
- Nationalsozialistische Handels- und Gewerbeorganisation (NSHAGO)؛ منظمة الصناعة والتجارة الاشتراكية الوطنية

تأسس العديد من المنظمات الفرعية لهذه الجبهة أيضًا:
- Kraft durch Freude (KdF)؛ القوة من خلال الترفيه- منظمة تقدم للعمال إجازات مجانية/منخفضة التكلفة، بالإضافة إلى المرافق الترفيهية والرياضية المدعمة.
- (Schönheit der Arbeit (SdA؛ جمال العمل - منظمة تهدف لجعل أماكن العمل أكثر تحفيزًا للعمال (يشمل ذلك تحديث المصانع المتهالكة، وإقامة مقاصف جديدة للعمال، وغرف ممنوع فيها التدخين، وأماكن عمل أكثر نظافة، إلخ).
- (Reichsarbeitsdienst (RAD؛ خدمة عمال الرايخ - منظمة توفر الحل لأزمة البطالة التي خلفها العهد النازي. وكانت تقدم عمالة منخفضة التكلفة للمشروعات الحكومية الضخمة، مثل مشروع الطرق السريعة (Autobahn). وكان هذا العمل إجباريًا للرجال العاطلين عن العمل وتتراوح أعمارهم بين 16 و25 عامًا في عام 1935. وكانت تقدم تأمين عمل للعديد من العاطلين عن العمل.

نظمت الجبهة أيضًا مسابقة مهنية وطنية تُعرَف باسم Reichsberufswettkampf.

## وصلات خارجية
- DAF, at feldgrau.com
- DAF information for AS Level History Unit 3
- Information on the RAD, at www.angelfire.com
- Deutsche Arbeitsfront (DAF) at Lebendiges Museum Online, in German.
- Erste Verordnung des Führers und Reichskanzlers über Wesen und Ziel der Deutschen Arbeitsfront vom 24. Oktober 1934